# Superprestige 2024-2025
Navigation
2023-2024 2025-2026
 (janvier 2024).
Si vous disposez d'ouvrages ou d'articles de référence ou si vous connaissez des sites web de qualité traitant du thème abordé ici, merci de compléter l'article en donnant les références utiles à sa vérifiabilité et en les liant à la section « Notes et références ».
Le Superprestige 2024-2025 est la 43e édition du Superprestige, compétition qui se déroule entre le 20 octobre 2024 et le 8 février 2025. Le challenge est composé de huit manches pour les élites hommes et femmes qui ont lieu en Belgique. Toutes les épreuves font partie du calendrier de la saison de cyclo-cross 2024-2025. Sur certaines d'entre elles, des courses espoirs ou juniors sont organisées mais n'entrent pas dans le cadre d'un classement général.
Par rapport à la saison précédente,  l'Hexia Cross de Gullegem remplace le GP Eric De Vlaeminck d'Heusden-Zolder.

## Barème
Les 15 premiers de chaque course marquent des points pour le classement général selon le tableau suivant :
| Position           | 1er | 2e | 3e | 4e | 5e | 6e | 7e | 8e | 9e | 10e | 11e | 12e | 13e | 14e | 15e |
| Classement général | 15  | 14 | 13 | 12 | 11 | 10 | 9  | 8  | 7  | 6   | 5   | 4   | 3   | 2   | 1   |

## Hommes élites

### Résultats
| # | Date        | Lieu                                       | Vainqueur            | Deuxième         | Troisième              | Leader du classement général |
| - | ----------- | ------------------------------------------ | -------------------- | ---------------- | ---------------------- | ---------------------------- |
| 1 | 20 octobre  | Ruddervoorde (Cyclo-cross de Ruddervoorde) | Joran Wyseure        | Niels Vandeputte | Michael Vanthourenhout | Joran Wyseure                |
| 2 | 27 octobre  | Overijse (Druivencross)                    | Thibau Nys           | Eli Iserbyt      | Lars van der Haar      | Joran Wyseure                |
| 3 | 11 novembre | Niel (Jaarmarktcross)                      | Laurens Sweeck       | Felipe Orts      | Niels Vandeputte       | Niels Vandeputte             |
| 4 | 16 novembre | Merksplas (Aardbeiencross)                 | Laurens Sweeck       | Toon Aerts       | Lars van der Haar      | Lars van der Haar            |
| 5 | 23 décembre | Mol ( Zilvermeercross)                     | Mathieu van der Poel | Laurens Sweeck   | Michael Vanthourenhout | Niels Vandeputte             |
| 6 | 30 décembre | Diegem (Cyclo-cross de Diegem)             | Laurens Sweeck       | Niels Vandeputte | Thibau Nys             | Niels Vandeputte             |
| 7 | 4 janvier   | Gullegem (Hexia Cross)                     | Wout van Aert        | Eli Iserbyt      | Michael Vanthourenhout | Niels Vandeputte             |
| 8 | 8 février   | Middelkerke (Noordzeecross)                | Joris Nieuwenhuis    | Eli Iserbyt      | Niels Vandeputte       | Niels Vandeputte             |

### Classement général
| Pos. | Coureuse               | Équipe                           | RUD | OVE | NIE | MRK | MOL | DIE | GUL | MID | Points |
| ---- | ---------------------- | -------------------------------- | --- | --- | --- | --- | --- | --- | --- | --- | ------ |
| 1    | Niels Vandeputte       | Alpecin-Deceuninck               | 2   | 4   | 3   | 6   | 5   | 2   | 5   | 3   | 98     |
| 2    | Lars van der Haar      | Baloise Glowi Lions              | 4   | 3   | 5   | 3   | 6   | 6   | 10  | 5   | 86     |
| 3    | Michael Vanthourenhout | Pauwels Sauzen-Cibel Clementines | 3   | 6   | 6   | 5   | 3   | DNF | 3   | 4   | 82     |
| 4    | Eli Iserbyt            | Pauwels Sauzen-Cibel Clementines | -   | 2   | 4   | 7   | 19  | 5   | 2   | 2   | 74     |
| 5    | Laurens Sweeck         | Crelan-Corendon                  | 19  | 15  | 1   | 1   | 2   | 1   | 14  | 7   | 71     |
| 6    | Felipe Orts            | Ridley Racing Team               | 7   | 10  | 2   | 8   | 8   | 8   | 7   | 13  | 65     |
| 7    | Joran Wyseure          | Crelan-Corendon                  | 1   | 5   | 14  | 9   | 4   | 15  | 4   | -   | 60     |
| 8    | Thibau Nys             | Baloise Glowi Lions              | 13  | 1   | -   | 4   | -   | 3   | -   | -   | 43     |
| 9    | Toon Aerts             | Deschacht-Hens-FSP               | 10  | 13  | 7   | 2   | -   | -   | -   | 6   | 42     |
| 10   | Kevin Kuhn             | Charles Liégeois Roastery CX     | 8   | 11  | 11  | 11  | 7   | 18  | 12  | 12  | 40     |

## Femmes élites
Lucinda Brand remporte le classement général avant même la dernière épreuve, en raison de l'absence de Ceylin Alvarado. Elle signe ainsi un doublé Coupe du monde-Superprestige, comme en 2021 et 2022. Vainqueur de l'ultime manche, Inge van der Heijden complète le podium final de la compétition.

### Résultats
| # | Date        | Lieu                                       | Vainqueur            | Deuxième        | Troisième                | Leader du classement général |
| - | ----------- | ------------------------------------------ | -------------------- | --------------- | ------------------------ | ---------------------------- |
| 1 | 20 octobre  | Ruddervoorde (Cyclo-cross de Ruddervoorde) | Ceylin Alvarado      | Fem van Empel   | Lucinda Brand            | Ceylin Alvarado              |
| 2 | 27 octobre  | Overijse (Druivencross)                    | Lucinda Brand        | Fem van Empel   | Sara Casasola            | Lucinda Brand                |
| 3 | 11 novembre | Niel (Jaarmarktcross)                      | Ceylin Alvarado      | Lucinda Brand   | Marion Norbert-Riberolle | Ceylin Alvarado              |
| 4 | 16 novembre | Merksplas (Aardbeiencross)                 | Ceylin Alvarado      | Lucinda Brand   | Marie Schreiber          | Ceylin Alvarado              |
| 5 | 23 décembre | Mol ( Zilvermeercross)                     | Ceylin Alvarado      | Lucinda Brand   | Inge van der Heijden     | Ceylin Alvarado              |
| 6 | 30 décembre | Diegem (Cyclo-cross de Diegem)             | Lucinda Brand        | Ceylin Alvarado | Inge van der Heijden     | Ceylin Alvarado              |
| 7 | 4 janvier   | Gullegem (Hexia Cross)                     | Lucinda Brand        | Zoe Bäckstedt   | Ceylin Alvarado          | Lucinda Brand                |
| 8 | 8 février   | Middelkerke (Noordzeecross)                | Inge van der Heijden | Lucinda Brand   | Sara Casasola            | Lucinda Brand                |

### Classement général
| Pos. | Coureuse                 | Équipe                           | RUD | OVE | NIE | MRK | MOL | DIE | GUL | MID | Points |
| ---- | ------------------------ | -------------------------------- | --- | --- | --- | --- | --- | --- | --- | --- | ------ |
| 1    | Lucinda Brand            | Baloise Glowi Lions              | 3   | 1   | 2   | 2   | 2   | 1   | 1   | 2   | 114    |
| 2    | Ceylin Alvarado          | Fenix-Deceuninck                 | 1   | 4   | 1   | 1   | 1   | 2   | 3   | -   | 99     |
| 3    | Inge van der Heijden     | Crelan-Corendon                  | 6   | 7   | 7   | 5   | 3   | 3   | -   | 1   | 80     |
| 4    | Aniek van Alphen         | Cyclocross Reds                  | 8   | 11  | 9   | 11  | 10  | 6   | 6   | 9   | 62     |
| 5    | Sara Casasola            | Crelan-Corendon                  | 4   | 3   | 4   | 4   | -   | -   | -   | 3   | 62     |
| 6    | Leonie Bentveld          | Pauwels Sauzen-Cibel Clementines | 7   | 14  | 8   | 9   | -   | 4   | 4   | 8   | 58     |
| 7    | Sanne Cant               | Crelan-Corendon                  | 12  | -   | 12  | 14  | 4   | 5   | 7   | 4   | 54     |
| 8    | Marion Norbert-Riberolle | Crelan-Corendon                  | 10  | 17  | 3   | 12  | -   | -   | 5   | 6   | 44     |
| 9    | Laura Verdonschot        | De Ceuster-Bouwpunt              | 5   | 10  | 6   | 10  | -   | -   | -   | -   | 33     |
| 10   | Fem van Empel            | Visma-Lease a Bike               | 2   | 2   | -   | -   | -   | -   | -   | -   | 28     |